# Federación de cooperativas
Una federación de cooperativas es una organización en la cual todos, o al menos una gran parte de sus miembros son cooperativas. Una federación de cooperativas puede implicar varias concepciones
- Una organización empresarial que agrupa diferentes cooperativas a un nivel regional, nacional o internacional y cuyo fin es la representación y defensa de los intereses de las cooperativas asociadas. La Alianza Cooperativa Internacional es un ejemplo.
- Una cooperativa de segundo grado, es decir, una unión de varias cooperativas realizada con el fin de ofrecerse una serie de servicios a ellas mismas. Por ejemplo, una cooperativa que preste servicios financieros formada entre varias cooperativas, obedecería a este criterio.